# Редер, Альфред
Альфред Ре́дер (нем. Alfred Rehder; 1863—1949) — американский ботаник немецкого происхождения, специалист в области дендрологии и таксономии растений; садовод.
Большую часть жизни работал в Арнольд-арборетуме в Гарвардском университете (США).

## Путь в науке
Альфред Редер учил азы профессии садовника у отца, который заведовал парковым хозяйством в Вальденбурге, а общее образование получил в гимназии в Цвиккау.
Его профессиональная карьера началась в 1884 году в Ботаническом саду в Берлине. Свои ботанические познания он углублял, посещая лекции Ашерсона (нем. Paul Friedrich August Ascherson) и Эйхлера (нем. August Wilhelm Eichler).
В 1886 году он отправился в парк князя Пюклера в Бад-Мускау, где полгода занимался в «Мускауском дендрарии» (лат. Arboretum Muscaviense). В 1888 году он перешёл на работу в Ботанический сад в Дармштадте.
Ещё через год Редер снова поменял место службы, на это раз устроившись в Ботанический сад Гёттингена, где с апреля 1889 года по июль 1895 года был главным садовником. В это время он сотрудничал с несколькими специализированными садоводческими журналами. Кроме того, в 1890 году он участвовал в создании (по инициативе профессора Петера) Ботанического сада альпийских растений в Гарце.
В 1895 году в Эрфурте Редер стал вторым редактором в одном из ключевых немецких специализированных изданий по садоводству — Немецкой газете садовника Мёллера (нем. Möllers Deutscher Gärtnerzeitung). Редакция газеты в 1898 году послала его на полгода в США, где он должен был изучать леса, а также плодоводство и виноградарство в северо-восточных штатах. Там состоялось его знакомство с Чарльзом Спрэгом Сарджентом, в то время директором Арнольд-арборетума, питомника-дендрария в составе Гарвардского университета, расположенного в Джамейка Плейн, Массачусетс. Сарджент предложил ему работу в арборетуме. Редер принял это предложение, а затем и американское гражданство, никогда, впрочем, не прекращая связи с Германией.
В 1919 году, когда стал выходить специализированный Журнал Арнольд-арборетума (англ. Journal of the Arnold Arboretum), Редер уже был одним из его основателей и издателей, вместе с Сарджентом.
Редер существенно помог Эрнсту Генри Уилсону (англ. Ernest Henry Wilson) в систематизации растений, собранных последним в Китае, и был соавтором Уилсона по работе над лат. Plantae Wilsonianae и Монографией азалий (англ. A Monograph of Azaleas).
Редер создал первую систему изотермических зон США, которая связала средние географические зимние температуры с температурной выносливостью определённых растений. Эта система, наряду с системой Владимира Кёппена, является основной для всех карт климатических зон, используемых сегодня.
В 1936 году Гарольд Молденке назвал в честь Редера род растений Rehdera Moldenke семейства Вербеновые, Ху Цзянсю в 1932 году — Rehderodendron Hu семейства Стираксовые, Карл Буррет в 1936 году — Rehderophoenix Burrett семейства Арековые

## Печатные труды
Список трудов Редера охватывает примерно 1 000 публикаций.
Самая известная работа Редера — новая редакция обширного Руководства по культивированию деревьев и кустарников, зимостойких в Северной Америке (англ. Manual of Cultivated Trees and Shrubs hardy in North America), появившаяся впервые в 1927 году. Эту книгу американские ботаники и садовники называли «Библией дендролога».
В Арнольд-арборетуме Редер создал также Библиографический справочник по культивированию деревьев и кустарников, зимостойких в Северной Америке (англ. Bibliography of Cultivated Trees and Shrubs hardy in North America),— в него вошли почти 150 000 названий, работа длилась десятки лет и была издана в 1949 году.